# هوسی لهوتا
هوسی لهوتا (به چکی: Husí Lhota) یک منطقهٔ مسکونی در جمهوری چک است که در ناحیه ملادا بولسلاو واقع شده‌است.